# Señor Senior
(Señor Senior, Sr.)

Señor Senior, Sr. (sinistra) e Señor Senior, Jr. (destra)

Señor Senior, Sr. e Señor Senior, Jr. sono due personaggi immaginari antagonisti della serie televisiva d'animazione statunitense Kim Possible.
Sono doppiati in originale rispettivamente da Ricardo Montalbán, in alcuni episodi Earl Boen (Senior Sr.) e Nestor Carbonell (Senior Jr.); mentre in italiano da Pietro Biondi (Senior Sr.) e Fabrizio Vidale, in seguito Francesco Pezzulli (Senior Jr.).
I Señor Senior sono un paio di multimiliardari di origine ispanica, padre e figlio, che, annoiati dalla loro vita agiata e dotati di un ampio quantitativo di tempo e di denaro, decidono di dedicarsi al crimine come passatempo.
Nonostante i piani per conquistare il mondo architettati dal duo siano poco seri ed al limite tra grottesco e macchiettistico, essi sono tra i cattivi più ricorrenti della serie.

## Señor Senior, Sr.

### Personalità
Señor Senior, Sr. si presenta come una persona estremamente pacata e gentile, anche mentre tenta di uccidere Kim o Ron si dimostra essere immancabilmente un uomo educato e piacevole. Inoltre è anche molto protettivo nei confronti del figlio, tanto da essere restio all'idea di fargli escogitare un piano senza la sua supervisione.
Gag ricorrente nella serie è mostrare Senior Sr. mentre, per cercare di calarsi nella parte del "cattivo" legge un apposito manuale intitolato The Book of Evil ("Il libro del male").

### Biografia del personaggio

#### Antefatti
Señor Senior, Sr. nasce presumibilmente in spagna, argentina o messico e, partendo da umili origini, diviene un multimiliardario fattosi da solo; attivo, oltre che nel campo economico, anche come atleta di successo esperto di sport estremi, da giovane si fa tatuare tre "S" alla base del collo.
All'incirca verso la cinquantina, raggiunta una tale quantità di ricchezze da essere considerato tra i cinque uomini più ricchi del mondo, l'uomo sceglie di ritirarsi in pensione assieme al figlio Junior su un'isola privata di sua proprietà in Europa.

#### Nella serie
Un giorno, a seguito di uno spropositato abuso elettrico da parte del figlio tramite una lampada abbronzante, riceve la visita di Kim Possible e Ron Stoppable, in quanto tale impiego d'energia provoca vari black out in tutta Europa, il vecchio e pacifico multimiliardario chiarisce l'equivoco e riceve da Kim alcuni dépliant sul risparmio energetico, tuttavia, prima di andarsene, Ron commenta a sproposito di considerare l'abitazione dei Senior un ottimo covo da cui organizzare la conquista del mondo; consigliando di installare razzi, laser, lagune con piranha, trottole giganti, motoscafi ad alta velocità e altro. Sebbene il ragazzo l'avesse detto in tono colloquiale, dopo che i due abbandonano l'isola, il vecchio inizia a considerare le idee di Ron e, assieme all'inetto figlio Jr., comincia a pianificare tale intento.
Sebbene al primo tentativo egli venga sconfitto, il multimiliardario, armato di fondi pressoché illimitati e di parecchio tempo libero, torna più volte all'attacco ed affronta in svariati episodi la protagonista, divenendo uno degli antagonisti più ricorrenti, sebbene di rado interagisca con gli altri.

#### Epilogo
Nella scena di chiusura dell'ultimo episodio, i Senior sono nel bar per supercriminali, seduti allo stesso tavolo di Camille Léon.

## Señor Senior, Jr.

### Personalità
Señor Senior, Jr. è fondamentalmente un inetto che si cura unicamente di sé stesso, in particolar modo della sua muscolatura, della sua abbronzatura e dei propri capelli (ha infatti la fobia di diventare calvo); è rappresentato come estremamente pigro, egocentrico, infantile e ingenuo, tanto da non rendersi conto delle conseguenze delle sue azioni e, spesso da far sembrare di non accorgersi della criminalità delle azioni di suo padre.
Il suo sogno è di diventare una pop star, obbiettivo che rincorre con dedizione e che sembra essere l'unica cosa a smuovere il suo interesse, sebbene sia stato dimostrato in più episodi che il giovane non possieda alcun talento musicale.

### Biografia del personaggio

#### Antefatti
Señor Senior, Jr. nasce in un ambiente estremamente lussuoso vivendo completamente a spese del padre e rintanato nell'ombra di questi. Non avendo mai lavorato nemmeno un giorno, egli considera l'unica preoccupazione il proprio divertimento e benessere.
Quando l'anziano padre decide di ritirarsi in pensione su un'isola privata di sua proprietà in Europa, il figlio lo segue.

#### Nella serie
Un giorno, convintosi che con la giusta abbronzatura sarebbe diventato una pop star, fa uno spropositato abuso elettrico tramite una lampada abbronzante provocando black out in tutta Europa, fatto che suscita l'interesse di Kim e Ron. il padre del giovane chiarisce l'equivoco e riceve dalla protagonista alcuni dépliant sul risparmio energetico, tuttavia, prima di andarsene, Ron commenta a sproposito di considerare l'abitazione dei Senior un ottimo covo da cui organizzare la conquista del mondo; consigliando di installare razzi, laser, lagune con piranha, trottole giganti, motoscafi ad alta velocità e altro. Sebbene il ragazzo l'avesse detto in tono colloquiale, dopo che i due abbandonano l'isola, il vecchio inizia a considerare le idee di Ron e, assieme all'inetto figlio, comincia a pianificare tale intento.
Sebbene al primo tentativo il padre venga sconfitto, esso decide di perseverare, trascinandosi il riluttante e spesso quasi inconsapevole figlio nell'impresa.

Nel corso delle varie attività pseudo-criminali, il giovane ereditiero, avvia una stretta amicizia con Shego iniziata come rapporto studente-insegnante, e una relazione sentimentale con Bonnie, destinata a durare nel tempo.

#### Epilogo
Nella scena di chiusura dell'ultimo episodio, i Senior sono nel bar per supercriminali, seduti allo stesso tavolo di Camille Léon.